# Gausbert Amiel
Gausbert Amiel (primera meitat del s. XIII) fou un trobador occità. Se'n conserva només una cançó.

## Vida i obra

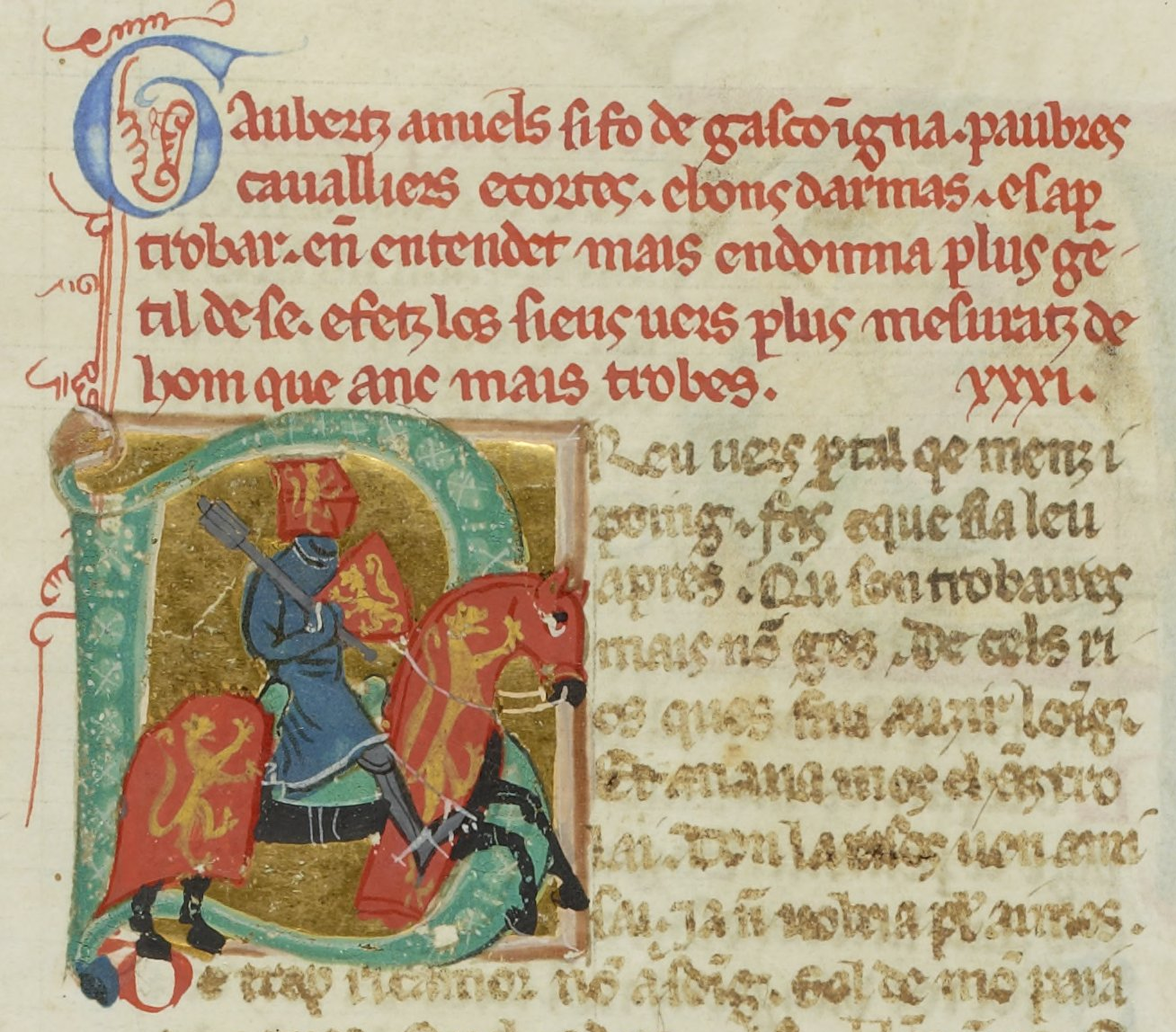
BnF BnF ms. 854 fol. 142

D'aquest trobador es conserven només una cançó i una breu vida. No se'n té documentació d'arxiu i la vida només afegeix al que ja es pot deduir de la seva poesia que era de Gascunya, cosa que no es pot verificar.
En la cançó, feta en to humorístic, Gausbert critica els rics que s'enamoren de dones riques i diu que ell, que és pobre, estima una basseta ("baixeta", entès en el sentit social) i que no té interès a cortejar les dames riques. També diu que els trobadors rics "es fan sentir més lluny", és a dir que poden tenir joglars al seu servei que difonguin la seva obra. Es degué tractar d'una composició de cert èxit perquè es conserva en sis cançoners.
El fet que la seva cançó aparegui en el cançoner D és prova que fou escrita abans de 1254, data de l'elaboració d'aquest cançoner, però altrament no es tenen més dades per establir la cronologia d'aquest autor.

### Cançó
- (172,1)[2] Breu vers per tal que meins i poing

### Edicions
- Martí de Riquer, Los trovadores. Historia literaria y textos. Barcelona: Ariel, 1983, vol. 3, p. 1668-1671 [estudi, i edició de la vida i de la composició conservada, amb traducció a l'espanyol]
- Alfred Jeanroy, Jongleurs et troubadours gascons, París, 1923, pàg. 19-21

### Repertoris
- Guido Favati (editor), Le biografie trovadoriche, testi provenzali dei secc. XIII e XIV, Bologna, Palmaverde, 1961, pàg. 360
- Alfred Pillet / Henry Carstens, Bibliographie der Troubadours von Dr. Alfred Pillet […] ergänzt, weitergeführt und herausgegeben von Dr. Henry Carstens. Halle : Niemeyer, 1933 [Gausbert Amiel és el número PC 172]
- Martí de Riquer, Vidas y retratos de trovadores. Textos y miniaturas del siglo XIII, Barcelona, Círculo de Lectores, 1995 p. 133-135 [Reproducció de la vida, amb traducció a l'espanyol, i miniatures dels cançoners I i K]